# Лінлі Ганнен
Лінлі Ганнен (англ. Lynley Hannen, 27 серпня 1964) — новозеландська академічна веслувальниця.
Бронзова призерка Олімпійських Ігор 1988 року в складі розпашної двійки без стернової.